# Nicolas Gob

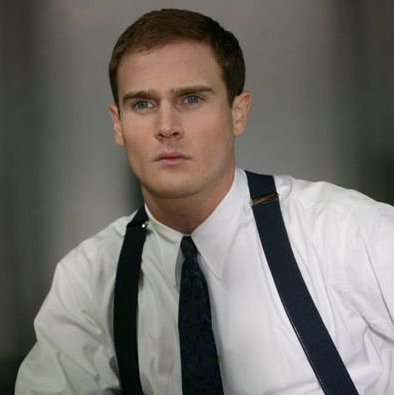
Nicolas Gob (2013)

Nicolas Gob (* 29. Oktober 1982 in Brüssel) ist ein belgischer Schauspieler, der vor allem durch Fernsehserien und -filme im französischen Sprachraum bekannt geworden ist und in einigen Kinofilmen mitgewirkt hat. In Deutschland wurde er einem breiteren Publikum durch die Rolle als Polizist Antoine Verlay in der Krimiserie Art of Crime, die auf ZDFneo ausgestrahlt wurde, bekannt.

## Leben
Bis zu seinem fünfzehnten Lebensjahr wollte Nicolas Gob laut eigener Aussage Profi-Tennisspieler werden, hat dann jedoch eine Ausbildung und Karriere als Schauspieler eingeschlagen. Sport spielt jedoch weiterhin eine Rolle in seinem Leben. Er beherrscht auf Wettkampfniveau Karate und praktiziert CrossFit.
Er hat eine Tochter (Lillou) und einen Sohn (Marlon), der im Februar 2019 geboren wurde und lebt mit seiner Familie im Val-de-Marne nahe Paris.

## Filmographie (Auswahl)

### Kinofilme
- 2003: Des plumes dans la tête (Feathers in my Head)
- 2004: Hotdogs
- 2006: Mes copines
- 2006: Tempête en haute mer (Windkracht 10: Koksijde Rescue)
- 2008: Home Sweet Home
- 2010: Cannibal – Sie hat Dich zum Fressen gern (Cannibal)
- 2010: Camping 2
- 2010: Schwarzer Ozean (Noir océan)
- 2014: Die Schöne und das Biest (La Belle et la Bête)
- 2016: Meine Zeit mit Cézanne (Cézanne et moi)
- 2016: La Taularde (Jailbirds)
- 2019: Die glitzernden Garnelen (Les crevettes pailletées)
- 2021: Die glitzernden Garnelen 2 (La revance des crevettes pailletées)

### Fernsehfilme
- 2002: Un paradis pour deux
- 2002: La vie comme elle vient
- 2004: Procès de famille
- 2004: Mon vrai père
- 2004: À cran, deux ans après
- 2004: Un fils sans histoire
- 2005: Un amour a taire (A Love to Hide)
- 2008: Was Liebe heißt (Sa raison d'être)
- 2014: La Loi de Barbara "Parole contre Parole"
- 2016: La Promesse du feu
- 2016: La Loi de Simon "Des Hommes en noir"
- 2017: Quand je serai grande je te tuerai
- 2018: La Promesse de l'eau
- 2019: Le Pont des oubliés
- 2019: Meurtres à Belle-Île
- 2021: Une Reine disparaît
- 2022: De miel et de sang

### Fernsehserien
- 2005: 3 femmes... un soir d'été (Miniserie)
- 2007–2008: Merci, les enfants vont bien!
- 2006–2010: Les bleus: premiers pas dans la police
- 2011: Affaires étrangères
- 2015: Candice Renoir (Staffel 3, Folge 24)
- 2009–2016: Un Village Français – Überleben unter deutscher Besatzung (Un Village Français)
- 2015–2016: Chefs (Staffel 1 und 2, alle Folgen)
- 2016: Le sang de la vigne (Folge 19)
- 2017–2018: Le Chalet des Glaces (alle 6 Folgen)
- 2018: Sous la Peau (Miniserie)
- 2022: Le Trou (alle 10 Folgen)
- 2022: Le Meilleur d'Entre Nous (Miniserie)
- Seit 2017: Art of Crime (L‘art du crime)